# Michele Lessona
Michele Lessona est un médecin et un célèbre zoologiste italien, né le 20 septembre 1823 à Venaria Reale près de Turin et mort le 20 juillet 1894 à Turin.

## Biographie
Michele Lessona est issu d'une très ancienne famille que l'on trouve déjà mentionnée au treizième siècle.
Il est le troisième des neuf enfants de Carlo Lessona et Agnese Maria Cavagnotti. Carlo avait été récompensé en 1814 par le roi Victor-Emmanuel pour sa fidélité à la Savoie durant la période de l'occupation française par Napoléon : il fut nommé enseignant de médecine vétérinaire à l'université de Turin et chargé de l'élevage des chevaux de la cour.
Michele Lessona s'inscrit à dix-sept ans à la Faculté de médecine de Turin où il suit notamment les cours de Carlo Giuseppe Gené (1800-1847). Il obtient son diplôme de fin d'études le 12 août 1846 et exerce un temps à Turin. Mais il tombe ensuite amoureux de l'institutrice de ses sœurs, Maria Ghignetti. Devant la ferme opposition de la famille de la jeune fille à leur mariage, avec l'aide de Domenico Carbone, il fuit avec elle de Turin pour Marseille, Malte, la Grèce et enfin l'Égypte.
Il devient le médecin de confiance du khédive qui le nomme directeur de l'hôpital de Khan Kah au Caire.
La femme de Michele étant morte du choléra, il rentre en 1849 à Turin avec leur fille unique Francesca.
À son retour, il offre au Muséum de Turin une collection de reptiles d’Égypte. Il rencontre alors le nouveau directeur de l’institution, Filippo De Filippi (1814-1867), qui le convainc de s'orienter vers l'enseignement dans les collèges royaux d'Asti et de Turin de l'histoire naturelle, comme on appelait alors les sciences naturelles. Il rédige alors une série de manuels d’enseignement d'histoire naturelle, ce qui lui vaut une grande renommée.
Michele épouse en secondes noces Adele Masi, veuve de G. B. Pollonera, dont elle a déjà trois enfants. Avec elle, de 1855 à 1863, il aura six enfants.
L’université de Gênes l’appelle en 1854 pour occuper la chaire de minéralogie et de zoologie. Il continue parallèlement son œuvre de vulgarisateur et réalise quelques travaux de recherches notamment sur les poissons. Il participe à une mission scientifique en Perse en 1862 aux côtés de Filippo De Filippi et du jeune marquis Doria (1840-1913). L’Université de Bologne le nomme professeur de zoologie en 1864 mais il revient à Turin l’année suivante pour remplacer De Filippi parti avec une mission d’exploration autour du monde à bord du Magenta. Ce dernier meurt en 1867 en Chine et Lessona le remplace alors.
Il se fait connaître plus encore par sa traduction en italien en 1872 de l’ouvrage de Darwin (1809-1882) sur l’origine de l'être humain. Partisan de l'évolutionnisme, avec Jackob Moleschott et Bizzozero il concourt à faire de Turin un des centres de diffusion du darwinisme.
Michele Lessona a également traduit en italien des ouvrages de John Lubbock, Alfred Edmund Brehm et Louis Figuier et rédigé une biographie de Darwin.
Il devient, en 1877, recteur de l’université de Turin. Durant sa direction, qui dure jusqu'en 1880, il développe la recherche scientifique de l’université en créant des instituts scientifiques spécialisés.
Il se lance en 1877 dans la vie publique et devient conseiller municipal de Turin (de 1877 à 1895), puis membre du Consiglio Superiore della Pubblica Istruzione (Conseil Supérieur de l’Instruction Publique) en 1881 et entre à la Reale Accademie delle Scienze (Académie Royale des Sciences).
Il est très lié à la famille Giolitti dont il est le médecin. Par ailleurs il exerce la médecine surtout auprès des pauvres. Le 21 novembre 1892 il devient sénateur à l'initiative du Président du Conseil des ministres Giovanni Giolitti qui l'estimait beaucoup. Conscient de la lourde charge matérielle que représentait ses dix enfants à élever, Giovanni Giolitti, pour lui faire faire des économies, hébergeait chez lui Michele Lessona quand il venait à Rome siéger au Conseil Supérieur de l'Instruction Publique ou au Sénat.
Michele Lessona est frappé par une maladie cardio-vasculaire la même année. Il en meurt deux ans plus tard, en 1894.
Il était très populaire dans la jeunesse et comptait au nombre de ses amis ses plus célèbres contemporains, Giuseppe Garibaldi, Quintino Sella, Giosue Carducci, Edmondo De Amicis ou Giuseppe Verdi dont il retrace la biographie en 1867 dans Volere è potere sous le contrôle du compositeur.
Il eut pour élève, puis assistant le naturaliste Ermanno Giglio-Tos (1865-1926) auteur de l'ouvrage « Problèmes de la vie » et frère d'Efisio Giglio-Tos, fondateur de la Corda Fratres.
Marco Lessona, sixième et dernier né de Michele Lessona et Adele Masi épousa Teresa Bargis, qui fut en 1884 la première femme en Italie à être diplômée en Lettres à l'Université.

## Œuvres et activités d'enseignement

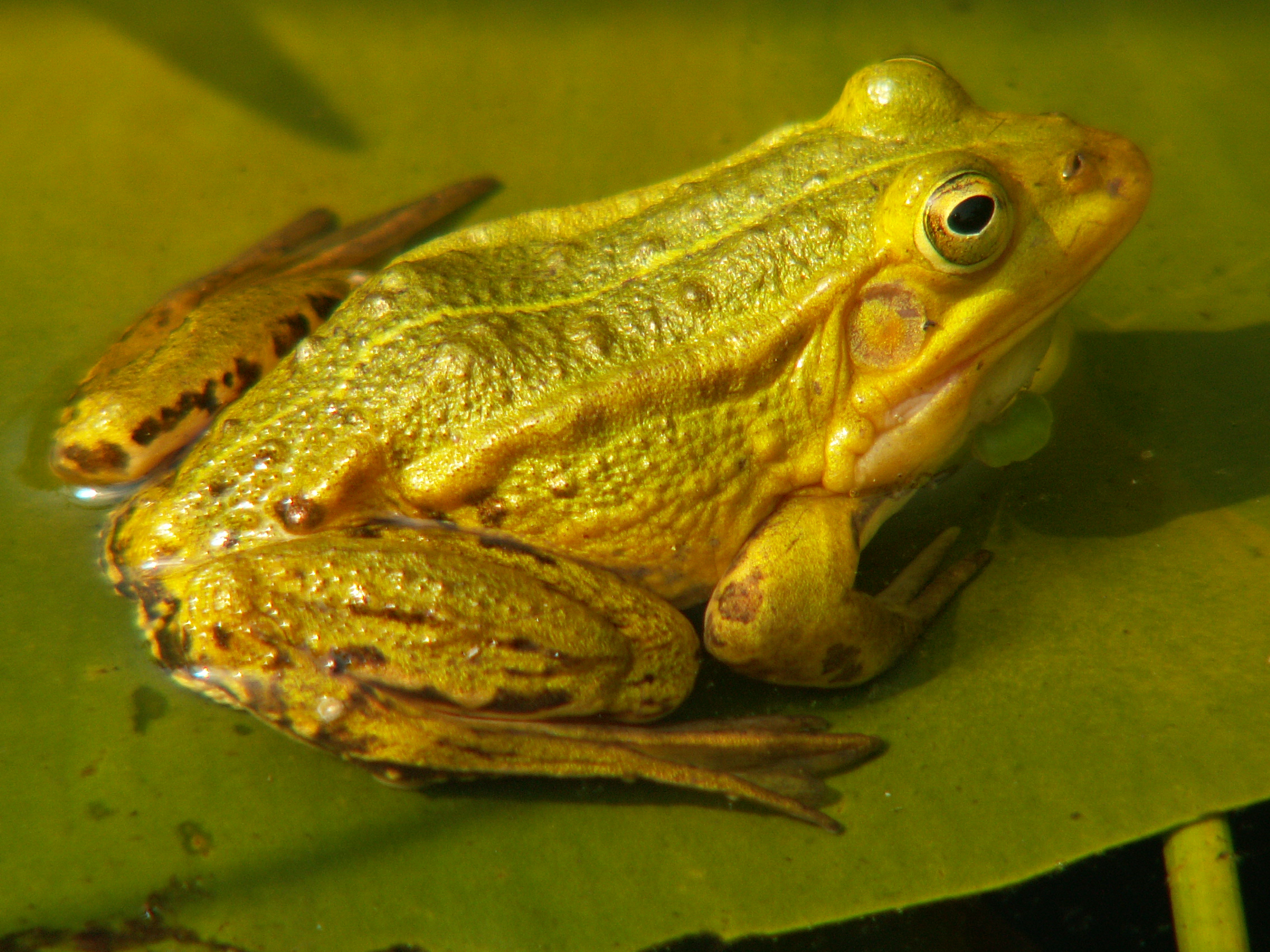
Pelophylax lessonae (Grenouille de Lessona).

À ses activités de chercheur scientifique, Michele Lessona ajoute une prodigieuse activité de rédaction de manuels d'écoles, traductions, contributions à des encyclopédies et articles de vulgarisation dans des quotidiens (au nombre desquels « La gazzetta del popolo ») et revues. Un catalogue de ses écrits, établi par Rosangela Risso compte 536 titres.
Au nombre de ses publications qui eurent le plus grand succès, on compte « Volere è potere » (Vouloir c'est pouvoir), en 1869 et « Confessioni di un Rettore » (Confessions d'un Recteur), en 1880.
Volere è potere fut écrit dans le but d'éduquer la jeunesse italienne et réunit les biographies d'Italiens caractérisés par une grande force de volonté, sur le modèle de Chi si aiuta Dio l'aiuta (it) (Self-Help) de l'anglais Samuel Smiles.
Michele eut également une activité prodigieuse en tant que conférencier. Une de ses conférences qui fit le plus de bruit avait pour titre « L'uomo e le scimmie » (L'homme et les singes) et traitait du darwinisme.
À ses cours assistaient une quantité de personnes en plus de ses élèves. Elles étaient de tous les âges et rangs sociaux. Michele se présentaient à eux non en chapeau ordinaire, mais tête nue tenant à la main un chapeau haut-de-forme en signe de respect pour le savoir.
Le mathématicien de Cuneo Giuseppe Peano disait avec admiration de Michele Lessona qu'il était resté jusqu'à la mort un « giovane vegliardo » (jeune éveillé), toujours disponible pour faire avec bonne humeur le « naturaliste de salon ».
Ont été nommés en l'honneur de Michele Lessona Pelophylax lessonae, la grenouille de Lessona, présente en Italie, ainsi que Diploglossus lessonae, un reptile carnivore du Brésil et Trapelus lessonae, un autre reptile présent dans les régions arides du Moyen-Orient.

## Quelques publications scientifiques
- Michele Lessona, Nozioni elementari di zoologia (Notions élémentaires de zoologie), Torino, Tommaso Vaccarino, 1867.
- Michele Lessona, Storia naturale illustrata : Vol. 1 : I mammiferi ; Vol. 2 : Gli uccelli ; Vol 3 : Rettili, anfibi, pesci ; Vol. 4: Animali invertebrati (Histoire naturelle illustrée : Vol. 1 : Les mammifères ; Vol. 2 : Les oiseaux ; Vol. 3 : Reptiles, amphibiens, poissons ; Vol. 4 : Animaux invertebrés), Milano, E. Sonzogno, 1876-1891.
- Michele Lessona, Il mare (La mer), Torino, Tip. scolastica di Sebastiano Franco e figli, 1864.
- Michele Lessona, Gli acquari (Les aquariums), Torino, tip. S. Franco, 1862.
- Michele Lessona, La Pieuvre : cenni intorno ai cefalopodi : lezione serale detta a Torino il 4 febbraio 1867, Torino, Tommaso vaccarino, 1867.
- Michele Lessona, Dello arocatus melanocephalus fabr. in Torino, Torino, tip. e lit. Camilla e Bertolero, 1877.
- Michele Lessona, Delle vipere in Piemonte (Les vipères en Piémont), Torino, Stamperia reale, 1877.
- Michele Lessona, Dei pipistrelli in Piemonte : osservazioni (Les chauves-souris en Piémont : observations), Torino, Stamperia reale, 1878.
- Michele Lessona, In Egitto. La caccia della jena (En Égypte. La chasse de la hyène), Roma, Sommaruga, 1883.
- Michele Lessona, Le cacce in Persia (Les chasses en Perse), Roma, A. Sommaruga, 1884.
- Michele Lessona, Intorno alla Galleruca Calmariensis (Autour de la Galleruca Calmariensis), Torino, tip. lit. Camilla e Bertolero, [18..],

## Quelques publications litteraires
- Michele Lessona, Volere è potere (Vouloir c'est pouvoir), Florence, G. Barbera, 1867.
- Michele Lessona, Conversazioni scientifiche (Conversations scientifiques), Milano, E. Treves & C., 1869-1874[8].
- Michele Lessona, Confessioni di un rettore (Confessions d'un recteur), Torino, Roux e Favale, 1880.
- Michele Lessona, Carlo Darwin (Charles Darwin), Roma, Sommaruga, 1883.
- Michele Lessona, Naturalisti italiani (Naturalistes italiens), Roma, Sommaruga, 1884.

## Quelques traductions
- Charles Darwin, Viaggio di un naturalista intorno al mondo di Carlo Darwin ; prima traduzione italiana col consenso dell'autore di Michele Lessona (Voyage d'un naturaliste autour du monde de Charles Darwin ; première traduction italienne avec le consentement de l'auteur par Michele Lessona), Torino, Unione tipografico-editrice torinese, 1872.
- Charles Darwin, L'origine dell'uomo e la scelta in rapporto col sesso di Carlo Darwin ; prima traduzione italiana col consenso dell'Autore del Prof. Michele Lessona, Torino, Unione tipografica-editrice,1859,
- Charles Darwin, La formazione della terra vegetale per l'azione dei lombrici con osservazioni intorno ai loro costumi di Carlo Darwin ; prima traduzione italiana col consenso dell'autore del professore Michele Lessona (La formation de la terre végétale par l'action des lombrics avec des observations sur leur comportement par Charles Darwin ; première traduction italienne avec le consentement de l'auteur par Michele Lessona), Torino, Unione tipografico-editrice, 1882.

## Sources
- Marco Albera, Manlio Collino, Aldo Alessandra Mola, Saecularia Sexta Album. Studenti dell'Università a Torino, sei secoli di storia (Saecularia Sexta Album. Les étudiants de l'Université à Turin, six siècles d'histoire). Elede Editrice Srl, Turin 2005.